# Corps législatif du royaume de Hollande
Le Corps législatif du royaume de Hollande (en néerlandais Wetgevend Lichaam  est le nom porté par le Parlement néerlandais entre 1806 et 1810. Il s'agit de l'organe législatif du royaume de Hollande.
Il est composé de 38 membres nommés pour cinq ans par le roi Louis Bonaparte. Après l'annexion de la Frise orientale en 1808, l'assemblée compte 41 membres.